# Cinquième livre de madrigaux (Carlo Gesualdo)
Pour les articles homonymes, voir Cinquième livre de madrigaux.

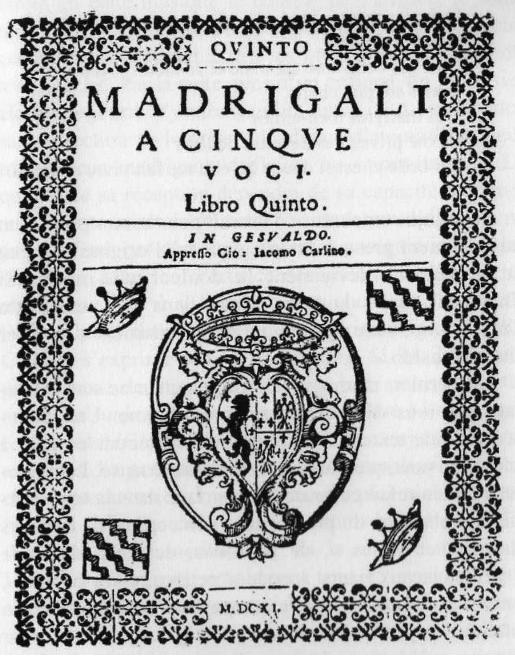
Frontispice de l'édition originale (1611)

Le cinquième livre de madrigaux (titre original en italien, Madrigali del principe di Venosa, a cinque voci, libro quinto) est un recueil de vingt madrigaux à cinq voix (dont un seul en deux parties), publiés par Carlo Gesualdo en 1611. 

## Effectif vocal
Les madrigaux sont composés pour cinq voix, à savoir le canto qui correspond à la voix supérieure, souvent tenue dans les interprétations modernes par une soprano, la deuxième voix,  l’alto (mezzo-soprano, contralto, ou contre-ténor), ensuite le tenore (ténor), le basso (basse), et le quinto. Cette dernière partie, n'équivaut pas à une tessiture précise, mais pouvait être chantée par une deuxième soprano, alto ou ténor selon les madrigaux, on désignait cette partie dans les traités musicaux du XVIe siècle sous la dénomination de vox vagans, signifiant « voix errante ». 

## Les poèmes
Le cinquième livre est composé sur des textes des poètes Giovanni Battista Guarini et Ridolfo Arlotti, mais aussi - en majeure partie - sur des poèmes d'auteurs anonymes. Ce recueil de madrigaux de Carlo Gesualdo témoigne à la fois de la maturité de Gesualdo, du point de vue du style, et de recherches dans les enchaînements harmoniques, les contrastes expressifs et les jeux de contrepoint entre les parties vocales. 
Les poèmes choisis offrent un caractère plus sombre et tourmenté que dans les précédents livres, avec d'innombrables oxymores baroques (« ô jour ténébreux » en no 18, « douloureuse joie » en no 5, etc.) traités de manière expressive et souvent saisissante.

## Les madrigaux
1. Gioite voi col canto
2. S'io non miro non moro
3. Itene, o miei sospiri
4. Dolcissima mia vita
5. O dolorosa gioia
6. Qual fora, donna, un dolce 'Ohimè'
7. Felicissimo sonno
8. Se vi duol il mio duolo
9. Occhi del mio cor vita (Guarini)
10. Languisce al fin chi da la vita parte
11. Mercè grido piangendo
12. O voi, troppo felici
13. Correte, amanti, a prova
14. Asciugate i begli occhi
15. Tu m'uccidi, oh crudele
16. Deh, coprite il bel seno (Arlotti)
17. Poichè l'avida sete – 1e partie 
 Ma tu, cagion di quella atroce pena – 2e partie
18. O tenebroso giorno
19. Se tu fuggi, io non resto
20. T'amo mia vita, la mia cara vita (Guarini)

## Éditions
Le cinquième livre de madrigaux est une œuvre tardive, imprimée deux ans avant la mort de son auteur par Giovanni Giacomo Carlino, sous la direction du prince lui-même, dans son palais de Gesualdo. Comme pour tous les livres de madrigaux de Gesualdo, chacune des cinq voix était publiée séparément, ce qui faisait cinq cahiers par livre de madrigaux.
En 1613, après la mort du compositeur, l'édition de l'imprimeur Giuseppe Pavoni, supervisée par le maître de chapelle Simone Molinaro, a la particularité de réunir les cinq parties vocales dans un seul livre. Cette édition fut reprise dès l'année suivante, et servit de base aux éditions modernes publiée depuis, notamment dans l'ordre des madrigaux. L'édition moderne du cinquième livre fut comprise dans la publication de l'édition intégrale des œuvres de Gesualdo, de Wilhelm Weismann et Glenn Watkins, publiée dans la collection Deutscher Verlag für Musik en 1957–1967.

## Hommages
Igor Stravinsky a orchestré les madrigaux no 14 (Asciugate i begli occhi) et la seconde partie du no 17 (Ma tu cagion de quella) de ce cinquième livre pour réaliser son Monumentum pro Gesualdo en 1960.

## Partition
- Madrigali a cinque voci. Libro quinto. Novamente ristampato, Stampa del gardano, Venise 1619, imprimée par Bartholomeo Magni.
- Don Carlo Gesualdo di Venosa, Sämtliche Werke Volume : V : Madrigale, 5. Buch, édité par Wilhelm Weismann. coll. Deutscher Verlag für Musik, Hambourg,  édition Breitkopf & Haertel, 1957-1967.

## Discographie
- Libro V de madrigali a cinque voci, Quintetto vocale italiano, direction Angelo Ephrikian (1969, Arcophon ARCO-682, 1969 — rééd. Rivo Alto CRA 89125 1993)
- Gesualdo, quinto libro dei madrigali, The Consort of Musicke, direction Anthony Rooley (1983-1991, Decca/L'oiseau Lyre 410 128-2)
- Don Carlo Gesualdo, Madrigals books V & VI, Collegium Vocale Köln, direction Wolfgang Fromme (1990, CBS Maestro M2YK 46467)
- Carlo Gesualdo, madrigaux livre V, ensemble Métamorphoses, direction Maurice Bourbon (1996, Arion ARN68388, 1996;
- Gesualdo da Venosa: Quinto Libro di Madrigali, 1611, La Venexiana (2005, Glossa GCD 920935)
- Don Carlo Gesualdo: Madrigali Libro 5, Kassiopeia Quintet (2009, Globe 5225)